# Glycolipide

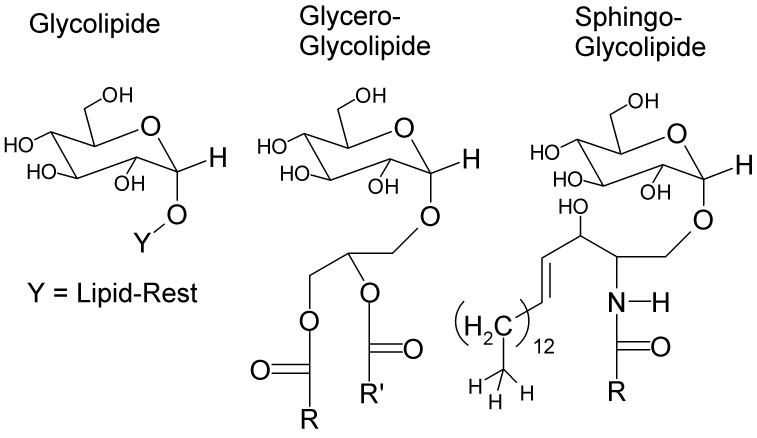
Struktur der Glycolipide sowie der Untergruppen Glycero- und Sphingo-Glycolipide (als Zucker α-D-Glucopyranose)

Glycolipide (von griechisch glykys ‚süß‘, und lipos ‚Fett‘), auch Glycolipoide oder Glykolipide genannt, sind phosphorfreie Strukturlipide oder Membranlipide (Bestandteile von Zellmembranen), bei denen ein oder mehrere Mono- oder Oligosaccharide glycosidisch an ein Lipid-Molekül gebunden sind. Das Lipid besteht aus Fettsäuren, die über Ester-Bindungen mit Glycerin oder über Amid-Bindungen mit Sphingosin verbunden sind. Glycolipide kommen in allen Geweben vor, allerdings ausschließlich auf der Außenseite der Lipiddoppelschicht.
Enthält das Glycolipid Glycerin, wird es als Glyceroglycolipid bezeichnet und gehört dann zu den Glycerolipiden. Monogalactosyldiglyceride sind die Hauptlipide von Chloroplasten-Membranen.
In Glycosphingolipiden (auch Sphingoglycolipide oder Glycosylceramide) ist ein N-Acylsphinganinderivat glycosidisch an ein Mono- oder Oligosaccharid gebunden. Ist der Saccharid-Bestandteil noch mit Schwefelsäure verestert, werden diese auch Sulfatide genannt.
Bei den Cerebrosiden ist Ceramid mit Galactose oder Glucose zu Galactocerebrosiden beziehungsweise Glucocerebrosiden verknüpft. Diese machen etwa 10 % der Trockensubstanz des Gehirns aus. Sulfatide kommen ebenfalls häufig im Gehirn vor und sind durch Veresterung des C6-Atoms mit Schwefelsäure gekennzeichnet.